# Рудня (Велізький район)
Рудня — село у Велізькому районі Смоленської області Росії . Входить до складу Селезнівського сільського поселення . Населення — 27 осіб (2007 рік) .
Розташоване у північно-західній частині області за 10 км на схід від Веліжа та за 8 км на північ від кордону з Псковською областю, на березі річки Сертейка .

## Визначні місця
Пам'ятники археології : 2 кургана на березі річки Сертейка